# Viehzählung im Alten Ägypten
Als Viehzählung bezeichnet die Ägyptologie ein staatlich kontrolliertes Ereignis im Alten Ägypten von enormer wirtschaftlicher und kultischer Bedeutung. Es diente der Steuererhebung.

## Begehung

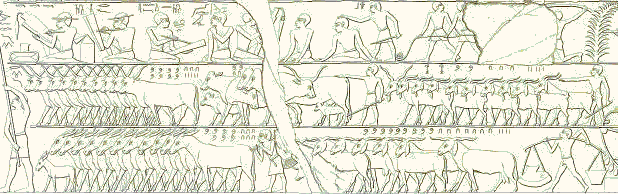
Viehzählung nach einem Relief in der Mastaba G75 in Gizeh.

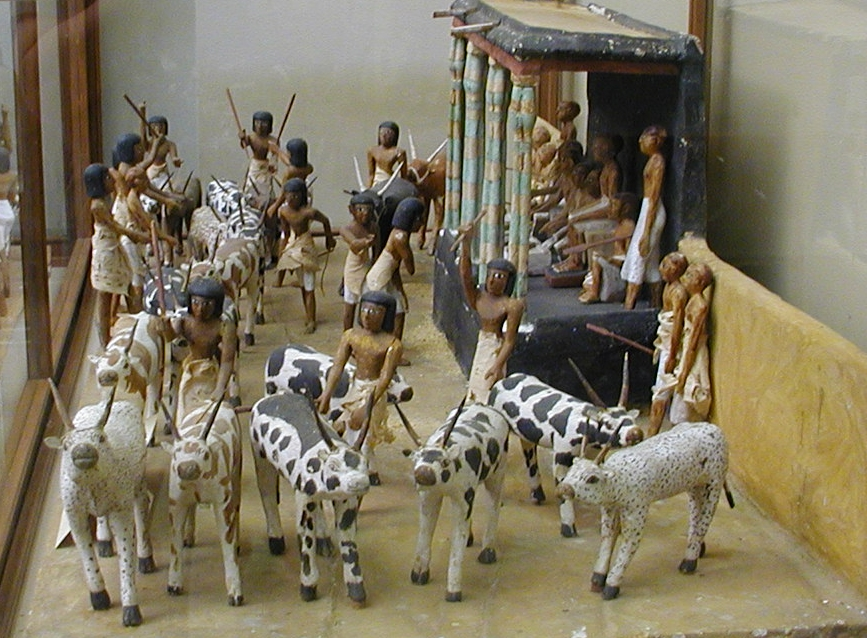
Modell einer Viehzählung aus dem Grab des Meketre, Ägyptisches Museum Kairo (JE 46724)

Wie der Name des Ereignisses bereits vermuten lässt, wurde in regelmäßigen Abständen sämtliches Nutzvieh (dazu zählten Rinder, Schafe, Ziegen, Schweine und Esel) zusammengetrieben und gezählt. Die genaue Anzahl wurde von Schreibern und Kontrolleuren peinlich genau notiert und anschließend die entsprechende Abgabemenge errechnet. Die Viehzählung fand in allen ägyptischen Provinzen und Gauen statt. Steuerbetrug wurde hart bestraft. Die Viehzählung fand seit der 2. Dynastie gleichzeitig im Rahmen des sogenannten Horusgeleits (ägypt. Shemsu Hor) statt. Bei diesem teils politisch, teils religiös-kultisch motivierten Ereignis reiste der König alle zwei Jahre in einer prachtvollen Barke durch das Land und besuchte die wichtigsten Verwaltungszentren entlang des Nils, um Gericht zu halten und Steuern einzutreiben.

## Hintergründe
In der Ägyptologie wird die Frage diskutiert, wie oft die Viehzählung abgehalten wurde. Der Grund hierfür ist die Ermittlung tatsächlicher Regierungsjahre einzelner Könige. Von der Prädynastik bis ins späte Alte Reich hinein wurde die Viehzählung offenbar alle zwei Jahre durchgeführt. Danach fand sie jedes Jahr statt.
Belege hierfür liefert der Annalenstein der 5. Dynastie, welcher unter König Neferirkare geschaffen wurde und von König Narmer (1. Dynastie) bis Neferirkare für jeden ägyptischen Herrscher die wichtigsten alljährlichen Zeremonien, Erschaffungen von Götter- und Königsstatuen und Horusgeleite auflistet. Die Viehzählung wird dabei für jedes zweite Jahr in direkter Verbindung zum Horusgeleit angegeben. Deshalb wird allgemein angenommen, dass die Viehzählung alle zwei Jahre durchgeführt wurde. Der erste König, unter dem die Einführung einer jährlichen Viehzählung sicher nachgewiesen ist, ist König Pepi I. (6. Dynastie). Pepi I. ordnete an, dass die Viehzählung nun jedes Jahr stattzufinden habe, weil sein Reich in wirtschaftliche und somit auch finanzielle Bedrängnis geraten war.
In der modernen Forschung war jedoch wiederholt die Frage aufgeworfen worden, ob nicht schon Könige vor Pepi I. eine jährliche Viehzählung angeordnet haben könnten, da spätere historische Quellen widersprüchliche Angaben zur Regierungsdauer einzelner Herrscher machen. Ein bekannter Streitfall um die korrekte Herrschaftsdauer ist jene des berühmten Königs Cheops aus der 4. Dynastie. Die höchste Anzahl an Viehzählungen findet sich in Gestalt von Arbeitergraffiti in den Entlastungskammern der Cheops-Pyramide, welche ein „17. Mal der Viehzählung“ erwähnen. Da die Viehzählung gemäß dem Palermostein zu dieser Zeit nur alle zwei Jahre stattfand, wäre für Cheops eine Regierungsdauer von mindestens 34 Jahren bezeugt. Diese Berechnung stößt jedoch bei einigen Forschern auf Zweifel und Argwohn, da der berühmte Königspapyrus Turin für Cheops nur 23 Jahre bescheinigt und der griechische Historiker Herodot behauptet, Cheops habe 50 Jahre regiert, was aber als Übertreibung oder Fehllesung angesehen wird. Inzwischen gehen Ägyptologen wie Thomas Schneider davon aus, dass Cheops entweder tatsächlich etwas mehr als 34 Jahre regierte, oder dass der Verfasser des Königspapyrus Turin den Umstand des 2-Jahre-Turnus nicht berücksichtigt hatte und in Wirklichkeit 23 Viehzählungen beschreibt und somit 46 Jahre bescheinigt.